# Bazlama

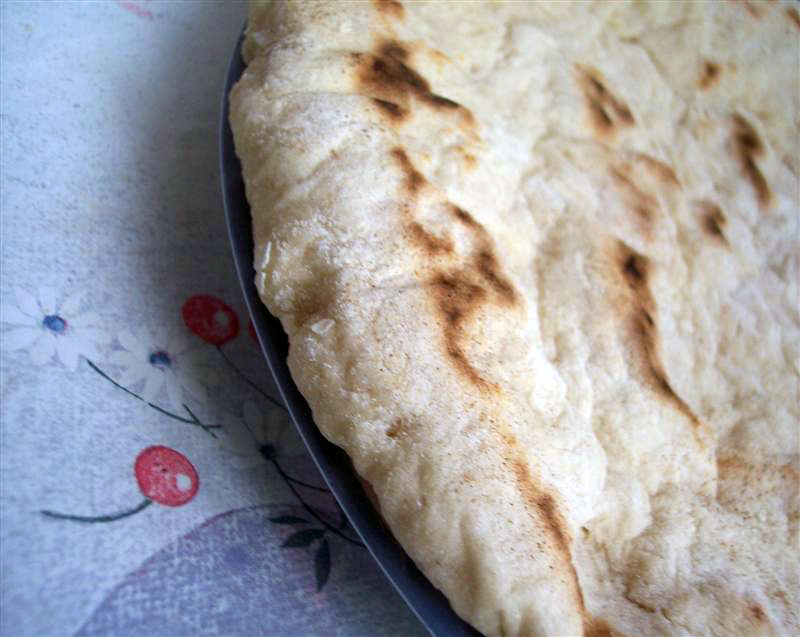
Detalle de un Bazlama.

Bazlama se puede definir como un pan plano de una sola capa, de forma circular y que posee una miga de color amarillo cremoso de textura muy característica. De grosor medio posee unos 3 cm y el diámetro puede oscilar entre los 10 a los 20 cm. 

## Características
Es un pan popular en Turquía que se elabora con una masa a base de harina de trigo, agua, sal. Tras unas 2-3 horas de fermentación, se hacen masas de 200 a 250 gramos y se redondean, se aplastan y se calientan al horno sobre una plancha. Durante su cocinado se suelen dar la vuelta una vez. Se suelen consumir frescos, según salen del horno. La concidiones de caducidad de este alimento pueden variar desde unas horas hasta unos días dependiendo del ambiente de conservación a la que se le haya sometido.